# ناحیه چورگو
ناحیهٔ چورگو (به مجاری:  Csurgói járás) یک ناحیه در مجارستان است که در شومودی واقع شده‌است. ناحیهٔ چورگو ۴۹۶٫۱۹ کیلومتر مربع مساحت و ۱۶٬۸۶۲ نفر جمعیت دارد.